# 米歇尔·萨潘
米歇尔·萨潘（法語： 法語發音：[mi.ʃɛl sa.pɛ̃]，1952年4月9日—），法国政治家，社会党党员。萨潘曾在1992年-93年及2014年-17年间担任经济财政部长。